# Guilty～與惡魔訂契約的女人
和惡魔訂契約的女人（日語：ギルティ 悪魔と契約した女），關西電視台與富士電視台聯播網於2010年10月12日至2010年12月21日間播出的火十劇，首集加長15分鐘。本劇由菅野美穗主演，為菅野美穗和玉木宏自2004年《讓愛看得見》後再度合作。

## 概要
當維護公義的刑警，愛上了殺人的惡魔；當以復仇為生存意義的女人，愛上了已迷失了生存意義的男人。

等待他們的是一個怎樣的結局呢？

## 故事
只有人類才會承受良心的讉責，惡魔的詞典裡沒有罪疚這個詞。
警視廳捜査一課精英刑警真島拓朗（玉木宏）一年前在追捕犯人時，因過於冒進而令後輩好友被犯人燒死。親眼目睹好友慘死的真島一直未能原諒自己，從此意志消沉，終日混混噩噩，再無心於調查案件。一日，真島尊敬的前輩管理官三輪周平突然失蹤，使他不得不重新投入刑警的工作，盡力尋訪三輪的下落。在幫忙照顧三輪失蹤後遺下的寵物犬時，真島遇上了溫柔且樂於助人的寵物美容師野上芽衣子（菅野美穗）。小狗適於其時懷孕，二人雖無經驗卻要替小狗接生，當合力迎來小生命的同時，真島和野上之間的距離也在無聲中拉近。另一方面，真島在追查三輪下落時，多重線索竟都指向芽衣子，並且在警視廳的資料庫中發現了一個15年前的檔案，揭開了芽衣子不為人知的往事，使真島極度震驚和困惑。
15年前，一名少女在蛋糕中下毒，將自己的親姐夫及外甥一同毒殺，案情指少女因嫉妒姐姐的幸福生活而動殺機，要將姐姐的幸福摧毀。少女雖然堅決否認，但因證據充分，並有多名證人指證，加上代表律師力勸其認罪，少女終被判囚13年。這名少女正是野上芽衣子！

## 演出

### 主要演員
- 野上 芽衣子〔のがみ めいこ〕（33） - 菅野美穗

本作的主角。寵物美容師，工作於東京都港區白金的一間寵物沙龍「MON ANGE」；亦是醫院犬兒治療的義工。在19歳時因被誣陷殺害親姊夫以及其子而服刑13年，出獄後開始調查事件的真相，並逐一向誣陷自己的人和真兇展開復仇。
- 真島 拓朗〔ましま たくろう〕（32） - 玉木宏

警視廳捜査一課的刑警。聰明有才能為將來幹部的菁英，但因1年前自己的失誤造成後進死亡的事件耿耿於懷，使他身心受挫。
- 榎本 萬里〔えのもと まり〕（32） - 吉瀨美智子

警視廳捜査一課的女刑警，真島前情人。以冷靜穩重為特點，正義感強烈。
- 鶴見 真人〔つるみ まさと〕（27） - 水上劍星

真島常去那所酒吧的酒保（Bartender）。總是支持真島以及和他一起分享討論事件。
- 堂島 基一〔どうじま きいち〕（47） - 唐澤壽明

游走於社會底層中的記者，許多秘密消息來自其之手，曾在15年前因報導芽衣子的事件因而聲名大噪。
- 宇喜田 元〔うきた はじめ〕（52） - 吉田鋼太郎

警視廳捜査一課的理事官。近來升職警視正的呼聲極高。對真島的態度不滿，且對萬里有不正當的騷擾。
- 門倉 了〔かどくら りょう〕（32） - RIKIYA

警視廳捜査一課・第一強行犯搜查系的刑警。
- 三輪 周平〔みわ しゅうへい〕（53） - モロ師岡

警視廳捜査一課的管理官。為芽衣子的事件感到罪惡，消失期間開始追查芽衣子的無罪証明。
- 藤井 優〔ふじい まさる〕 - 永江祐貴

警視廳捜査一課・第一強行犯搜查系的刑警。
- 高部〔たかべ〕 - 大下源一郎

警視庁捜査一課・第一強行犯搜查系的刑警。
- 矢部 彩乃〔やべ あやの〕（29） - 瀧澤沙織

寵物美容師，寵物沙龍「MON ANGE」員工，芽衣子的同事。
- 小山內 琴美〔おさない ことみ〕（42） - 横山惠

寵物沙龍「MON ANGE」老闆，相當同情芽衣子的處境。
- 野上 千津〔のがみ ちづ〕（65） - 岩本多代（第1-4話、第7-8話、最終話）

芽衣子、小夜子的母親，現居於安老院。
- 溝口 猛 - 金井勇太（第1-2話、第6-8話）

殺害真島部下吉井宏太的兇手，經審判後因精神病送至醫院，但被宇喜田給偷偷釋放出來，曾攻擊真島拓朗、榎本萬里、野上芽衣子等人。
- 安(5)　- 安

存放在三輪氏家裡的傑克羅素梗母犬，因三輪周平失蹤及其妻繁代住院留醫，於是由芽衣子照顧。在營業時間以外則由真島照顧。
- 里昂　- 里昂

羅威那大犬，曾受前主人虐待，變成對人有恐懼，只聽從芽衣子的吩咐。

### 各集來賓
（第1話）
- 北村 良和 - 濱田晃(第1-7話)

櫻葉館（おうようかん）學園高等學校・前理事長。
- 菅沼 俊也 - 波岡一喜(第1-7話)

東都中央銀行の銀行員。
- 菅沼 知香 - 原田佳奈

俊也的妻子。
- 三輪 繁代 - 梅澤昌代

周平的妻子。
- 北村 麻由美 - 石橋桂

良和的女兒。
- 吉井 宏太 - 川野直輝（第1-2話）

真島的後進刑警。
（第2話）
- 「パティースリー立花」法式餅店的店長 - 俵木藤汰
- 櫻葉館學園高等學校・現理事長 - 兒玉賴信
- 吉井 孝 - 大鷹明良

吉井宏太的父親
- 松永 征一 - 石丸謙二郎（第2-7話）

律師，美咲的父親，陽子的丈夫。
- 松永 美咲 - 美山加戀（第2-3話）

松永跟第一任妻子的女兒。
- 田邊 厚 - 戸田昌宏（第2-3話）

松永律師事務所・事務員。
- 松永 陽子 - 笠木泉（第2-3話）

松永的第二任妻子，美咲的繼母。
- 川崎  翔- 加部亞門（第2話、第4話）

川崎順及小夜子的兒子，芽衣子的姨甥。
- 川崎  順- 塚原大助（第2話、第4話）

小夜子的丈夫，川崎翔的父親，芽衣子的姊夫。
（第3話）
- 醫院的醫生 - 真勝國之
- 平田 勇次 - 並樹史朗

前搜查一課的刑警。
- 主播 - 杉本夏美（關西電視台主播）

(第4話)
- 金谷 文則 - 山崎裕太（第4-7話）

IT公司「サイバーロード」的社長。
- 川崎 小夜子 - 紺野真晝（第4話、第8話）

芽衣子的姊姊，川崎順的妻子，川崎翔的母親。
- 大河原正彥 - 島津健太郎

栃木北刑務所看守部長。
- 田村 - 谷川昭一朗

前鑑證及勘察員。
(第4-5話)
- 堀 陽介 - 櫻井聖

金谷的秘書。
- 原 美江 - 上岡紘子

金谷的奶奶。
- 高橋 遙 - 岩佐真悠子

金谷的情人。
(第6-8話)
- 第一強行犯搜查系的刑警 - 赤丸正幸
- 第一強行犯搜查系的刑警 - 椎場辰朗
- 第一強行犯搜查系的刑警 - 増田雄二
- 第一強行犯搜查系的刑警 - 山之內力哉

(第6話、第9話)
- 堂島 基晴 - 澤田怜央

堂島的兒子。
- 流浪漢 - 芝崎昇（第6話、第9話、最終話）

(第7話)
- 刑事部長 - 須藤雅宏
- 川地純平
- 古澤千鶴

(第8話)
- 主播 - 村西利恵（關西電視台主播）
- 麻藥販賣者 - 水野直
- 渡邊隆二郎
- 加藤龍治

(第9話)
- 三澤 準 - 柏原収史（第9話-最終話）

民自黨副議員，三澤豪的兒子，曾擔任父親的私人助理。
- 帝都新聞社的記者 - 小濱正寛

(第10話-最終話)
- 三澤 豪 - 津嘉山正種

司法部副大臣，三澤準的父親，民自黨下屆候選人之代表。

## 工作人員
- 原案 - 相沢友子
- 脚本 - 大久保ともみ、平野悠希
- 音樂 - 住友紀人
- 演出 - 小林義則、植田泰史、白木啓一郎
- 主要製作人 - 吉條英希（関西テレビ）
- 製作人 - 稲田秀樹、山崎淳子（共同テレビ）、佐野拓水（関西テレビ）
- 技術製作 - 名取佐斗史
- TD - 白田龍夫
- 攝影 - 大石弘宜
- 攝影棚攝影 - 大鋸恵太
- 影像 - 藤本伊知郎
- 錄影 - 山本米勝
- 照明 - 三上日出志
- 聲音 - 渡部満裕
- 選曲 - 泉清二（スポット）
- 音響效果 - 近藤隆史（スポット）
- 編集 - 朝原正志
- 編集 - 浅沼美奈子
- 標題 - 高岡直樹
- MA - 亀山貴之
- 美術製作 - 津留啓亮
- 美術設計 - 柳川和央
- 美術進行 - 森田智弘
- 大道具製作 - 内海靖之
- 大道具操作 - 小野将志
- 裝飾 - 横山和也
- 持道具 - 長尾実由紀
- 衣服 - 丸山佳奈
- 造型 - 谷口みゆき、イトウケンタ
- 髮型 - 齋藤恵理子
- 建具 - 三田村賢
- 電飾 - 中園誠四郎
- 植木装飾 - 後藤健
- 美術車輌 - コマツサポートサービス
- 警察監修 - 伊藤鋼一
- 法律監修 - 荻野明一（弁護士法人東京パブリック法律事務所）
- 醫療指導 - 石崎理恵、渡邉絵美
- 編成 - 西澤宏隆(関西テレビ)、塩原充顕(フジテレビ)
- 宣傳 - 栄川歩美
- 廣告 - 豊増雄
- 網頁 - 馬殿陽子
- 車輌 - 森岡裕丈
- 演出補 - 根本和政
- CG - 石井教雄
- 制作擔任 - 横澤淳
- 制作主任 - 鹿浜勉、山岸咲恵、堀田剛史
- 記録 - 外川恵美子
- 製作人補 - 久保田育美
- 協力 - バスク、フジアール、ベイシス、レモンスタジオ、レガートミュージック
- 制作著作 - 共同電視台
- 制作 - 關西電視台

## 主題歌
- JUJU「この夜を止めてよ」（日本索尼音樂娛樂）

## 音樂
- 「ギルティ 悪魔と契約した女」オリジナル・サウンドトラック（2010年12月1日/2520日圓（含稅））

## 各集標題
| 集數                                               | 播出日期       | 中文標題               | 劇本                  | 導演       | 收視率 |
| -------------------------------------------------- | -------------- | ---------------------- | --------------------- | ---------- | ------ |
| 第1約                                              | 2010年10月12日 | 復仇的序幕!            | 大久保ともみ 平野悠希 | 小林義則   | 15.4%  |
| 第2約                                              | 2010年10月19日 | 復仇的惡魔・愛與捨棄   | 大久保ともみ 平野悠希 | 小林義則   | 12.6%  |
| 第3約                                              | 2010年10月26日 | 追尋・惡質的律師       | 大久保ともみ          | 植田泰史   | 10.8%  |
| 第4約                                              | 2010年11月2日  | 我被他人的陷害         | 大久保ともみ          | 小林義則   | 14.7%  |
| 第5約                                              | 2010年11月9日  | 懲罰了罪魁禍首!        | 大久保ともみ          | 植田泰史   | 11.3%  |
| 第6約                                              | 2010年11月16日 | 情與愛...衝撃的對決    | 大久保ともみ          | 白木啓一郎 | 11.3%  |
| 第7約                                              | 2010年11月23日 | 解開、一個新的敵人     | 大久保ともみ          | 小林義則   | 13.3%  |
| 第8約                                              | 2010年11月30日 | 愛的告白、我是殺人犯   | 大久保ともみ          | 植田泰史   | 10.8%  |
| 第9約                                              | 2010年12月7日  | 女的意念・揭開主謀!    | 大久保ともみ          | 小林義則   | 10.9%  |
| 第10約                                             | 2010年12月14日 | 終於登場了・主謀的容顏 | 大久保ともみ          | 白木啓一郎 | 12.1%  |
| 最終約                                             | 2010年12月21日 | 我永遠愛你......       | 大久保ともみ          | 小林義則   | 12.0%  |
| 平均收視率 12.3%（關東地區・ビデオリサーチ社調べ） |                |                        |                       |            |        |

## 片頭開場白
只有人類會受到良心的譴責， 在惡魔的意識中並沒有罪惡一詞。--「Guilty」
- 第1話：菅野美穗
- 第2話：玉木宏
- 第3話：唐澤壽明
- 第4話：吉瀨美智子
- 第5話：吉田鋼太郎
- 第6話：菅野美穂
- 第7話：吉田鋼太郎
- 第8話：吉瀬美智子
- 第9話：唐澤壽明
- 第10話：玉木宏、菅野美穂
- 第11話：菅野美穂、玉木宏

## 獎項
- 2010年秋季檔年度連續劇大獎主演女優賞：菅野美穗
- 2010年第14回日刊體育連續劇大賞（日刊スポーツ・ドラマグランプリ）主演女優賞：菅野美穗

## 相關項目
- 關西電視台、富士電視台週二晚間十點連續劇

## 外部連結
- 「ギルティ 悪魔と契約した女」官方網站
- 主題歌「この夜を止めてよ」（JUJU）MV（页面存档备份，存于）

## 節目的變遷
| 日本 富士電視台 星期二 22:00至22:54 | 日本 富士電視台 星期二 22:00至22:54                    | 日本 富士電視台 星期二 22:00至22:54 |
| ----------------------------------- | ------------------------------------------------------ | ----------------------------------- |
|                                     | Guilty～與惡魔訂契約的女人 （2010.10.12 - 2010.12.21） |                                     |
| 逃亡律師 （2010.7.6 - 2010.9.14）   | 美麗鄰人 （2011.01.11 - 2011.03.15）                   |                                     |

| 臺灣緯來日本台 週一到週五晚上9點、11點 | 臺灣緯來日本台 週一到週五晚上9點、11點 | 臺灣緯來日本台 週一到週五晚上9點、11點 |
| -------------------------------------- | -------------------------------------- | -------------------------------------- |
|                                        | 魔女的復仇 （2011.05.25 - 2011.06.08） |                                        |
| 醫龍3 （2011.05.11 - 2011.05.24）      | 女帝薰子 （2011.06.09 - 2011.06.20）   |                                        |

| 香港 無綫劇集台 星期日17:30-19:15                           | 香港 無綫劇集台 星期日17:30-19:15 | 香港 無綫劇集台 星期日17:30-19:15      |
| ----------------------------------------------------------- | --------------------------------- | -------------------------------------- |
|                                                             | （2011.08.28 - 2011.10.02）       |                                        |
| （2011.08.21）                                              | (2011.10.02 - 2011.11.06）        |                                        |
| 香港 無綫電視高清翡翠台 週二至週六 01:45至03:35（連播兩集） |                                   |                                        |
| IRIS （2012.07.31 - 2012.08.15）                            | （2012.08.16 - 2012.08.22）       | 99年的愛 （2012.08.23 - 2012.08.29）   |
| 香港 無綫電視翡翠台 星期一 凌晨劇集時段 （每次播映兩集）    |                                   |                                        |
| （2013.02.18 - 2013.03.18）                                 | （2013.04.08 - 2013.05.13）       | 神探伽俐略 （2013.05.20 - 2013.06.17） |